# Роман Самосатський
Святий Роман, Роман Самосатський (розп'ятий бл. 297, Самосата, сьогодні — Самсат, Туреччина) — ранньо-християнський сирійський святий та мученик. Святий Роман — один із семи мучеників Самосати, які були розп'яті за відмову принести жертву та поклонитися ідолам в на вимогу імператора Максиміана в честь його перемоги над персами. Інші 6 мучеників розп'ятих з ним це — Яків, Філофей, Іперхій, Авів, Юліан и Паригорій.
Роман був молодого віку, жив у столиці Коммагенської Сирії — м. Самосата, на ріці Єфраті, був новонаверненим і прийняв християнство занедовго до мучеництва. На хресті його прокололи списом, як Христа. Помер на хресті наступного дня після розп'яття.
Місце розп'яття та руїни міста Самосати були затоплені у 1990 році дамбою та водосховищем Ататюрка. Поблизу знаходиться нове поселення Самсат.

## Свята
- 29 січня по старому стилю (11 лютого по новому) — мучеників Романа, Якова, Філофея, Іперихія, Авіва, Юліана і Паригорія († 297).